# نمو ۱۶۴۰
سیارک ۱۶۴۰ (به انگلیسی: 1640 Nemo، نامگذاری:1951QA) هزار و ششصد و چهلمین سیارک کشف شده‌است که در ۳۱ اوت ۱۹۵۱ کشف شد.
قدر مطلق سیارک برابر ۱۳٫۱۰ است.